# Char M26 Pershing
Pour les articles homonymes, voir M26.
Le char M26 Pershing (ou Heavy Tank M26 Pershing) était un char moyen/lourd américain, utilisé à la fin de la Seconde Guerre mondiale, et pendant la Guerre de Corée. Il fut nommé ainsi en hommage au général John J. Pershing, commandant des forces expéditionnaires américaine pendant la Première Guerre mondiale.
Le M26 était destiné à remplacer le M4 Sherman, mais une période de développement prolongée a fait que seul un petit nombre d'entre eux a vu le combat en Europe. Sur la base des critères de puissance de feu, mobilité et de protection, l'historien américain R. P. Hunnicutt a classé le Pershing derrière le Tiger II, mais devant le Tiger I et le Panther. Il a été retiré en 1951 en faveur de son dérivé amélioré, le M46 Patton, qui disposait d'un moteur plus puissant et plus fiable, ainsi que d'une suspension avancée. La lignée du M26 s'est poursuivie avec le M47 Patton, et s'est reflétée dans les nouvelles conceptions des M48 Patton et M60.

## Histoire
Le principal char américain de la Seconde Guerre mondiale fut le M4 Sherman apparu en 1942. Il fut successivement amélioré (M4A1; M4A1 (76); M4A2; M4A3; M4A3 (76); M4A3E2 "Jumbo"; M4A3E8; M4A4; M4A6). Cependant, avec l'avancement du conflit, il est devenu techniquement inférieur au combat face à ses homologues allemands, surtout face au Tiger II.
Dès l'automne 1942, l’Ordnance Corps réfléchit à un char de remplacement : pendant les deux années suivantes, plusieurs prototypes furent réalisés (T20; T22; T23; T25; T26), tous armés, blindés et motorisés différemment. À l’apparition des Tigres I et des Panther allemands, le projet ne fut pas accéléré en raison du faible nombre opérationnel de ces derniers. De plus, la doctrine US d’alors supposait que les chars n’étaient pas aptes à combattre d’autres blindés, ce rôle étant réservé aux chasseurs de chars (plus mobiles, fortement armés mais faiblement blindés), ou à l'aviation (qui, en exemple, détruisit une grande partie des blindés engagés dans la contre-attaque de Mortain). Le rôle des chars, pour l'armée américaine, se résumait principalement à appuyer l'infanterie. Ainsi le développement du M26 fut long, n'étant pas prioritaire.
Lors de la bataille de Normandie, la force blindée allemande étant plus organisée et équipée que durant la guerre du Désert ou en Italie, les chasseurs de chars se révélèrent inefficaces, et la doctrine voulant qu'un char ne devait pas combattre un autre char se confrontait aux réalités du terrain : à la guerre, on ne choisit pas toujours son adversaire. L’utilisation d’un nouveau canon plus puissant sur les M4 anglais (Sherman Firefly, armé du canon de 17 pounder) fut un important progrès, mais ne résolut pas le problème : les M4 Sherman n’avaient que peu de chances de survie au combat face aux chars et chasseurs de chars lourds allemands. Ainsi, engager un remplaçant devint urgent.

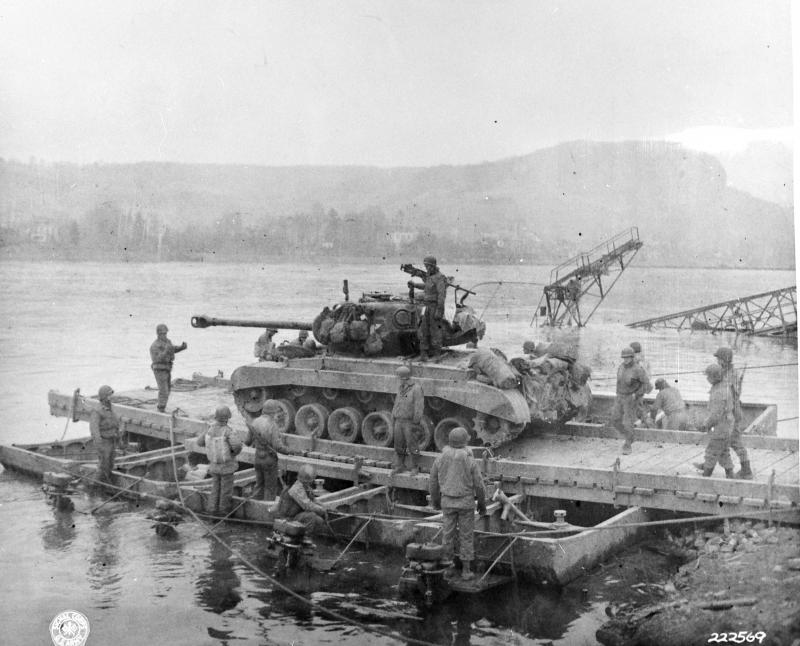
M26 T26E3 sur une barge de transbordement à Remagen en mars 1945

Vingt M26 Pershing débarquent dans le port d'Anvers en janvier 1945 et sont répartis entre la 3rd et la 9th Armored Divisions. Ils seront les seuls M26 à combattre et les rares engagements face aux Panzer prouvent que ce blindé tint son rang. Son canon de 90 mm M3 L/52 restant inférieur au « 88 » du Tigre II, apparaissent en mars sur le front un ou deux exemplaires. Selon les sources, c'est un ou deux exemplaires du prototype T26E4, armé d'un canon de 90 mm L/70 doté d'une vitesse initiale de 1 173 m/s. La 8e division blindée en perçut à partir d'avril 1945, mais aucun ne participa aux combats.

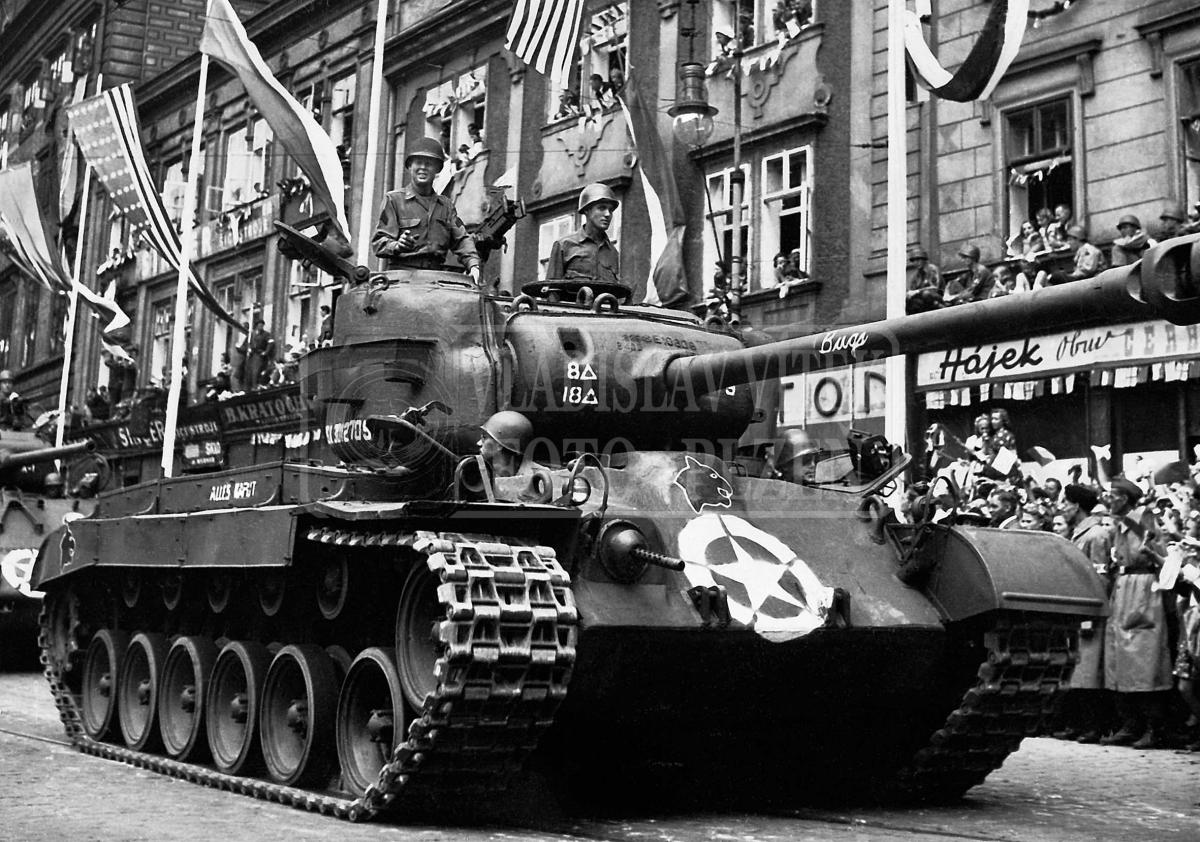
Un M26 Pershing de la 8e division blindée à Plzeň en Tchécoslovaquie en 1945.

En mai 1946, avec les nouvelles doctrines de l’US Army, les M26 furent déclassés en chars moyens. Équipés d'un moteur avec cylindres en V Ford équivalent à celui des Sherman M4A3 (500 ch), mais avec neuf tonnes de plus à déplacer, ils étaient moins maniables. Il fut alors construit la version M26E2, renommée M46 Patton, suivi par le M47 doté d'une nouvelle tourelle.
Les M48 et M60 étaient entièrement redessinés.

## Comportement au combat

### Seconde Guerre mondiale
Le projet T26, rassemblant toutes les données issues de l’expérience au combat, fut long à développer et ainsi, seuls quelques exemplaires purent participer (environ 200) au conflit, engagés dans la Zebra Technical Mission, une unité composée de militaires et de civils, principalement destinée à évaluer le comportement du matériel au combat. Ils furent livrés au 2e Groupe d'armées du général Omar Bradley et déployés au sein des 3e et 9e divisions blindées. Leur premier combat se déroula en février 1945. La première perte d'un M26 arriva le 28 de ce mois, mis hors de combat par un Tigre. Il fut toutefois réparé et réengagé par la suite.

Belton Y. Cooper, un officier d’armement du Combat Command de la 3rd Armored Division, écrivit un rapport sur ses expériences de combat au sein de la force blindée américaine. Selon lui, 10 M26 furent envoyés à l'unité en février 1945. Il déclara que les M26 n’avaient pas été envoyés plus tôt à cause de Patton, qui préférait les M4, moins gourmands en carburant et surtout bien plus mobiles. Cette version, sans doute apocryphe, est discutée par Charles Baily qui a écrit : 

« En recherchant dans les documents relatifs au développement du M26, des archives de l’Ordnance Department, de l’Army Service Forces, de l’Army Ground Forces, du War Department G-4, et de l’European Theater of Operations, rien ne permet d’affirmer que Patton ait interféré dans le développement, la production ou l’utilisation au combat du M26. »

D’après Cooper, le premier engagement d’un M26 de la 3rd Armored Division montra qu’il était supérieur au Panther mais qu'il restait inférieur au Tigre. Il rapporte aussi qu’un M26, en embuscade, attaqua deux Tigres I et 1 Panzer IV et les mit hors de combat à une distance de 1 km.

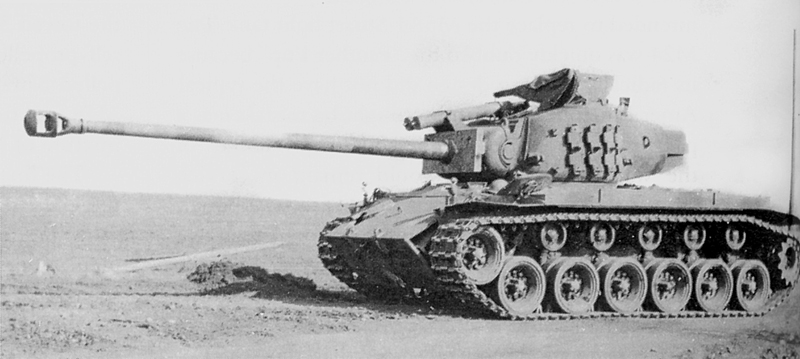
M26A1E4 Super Pershing.

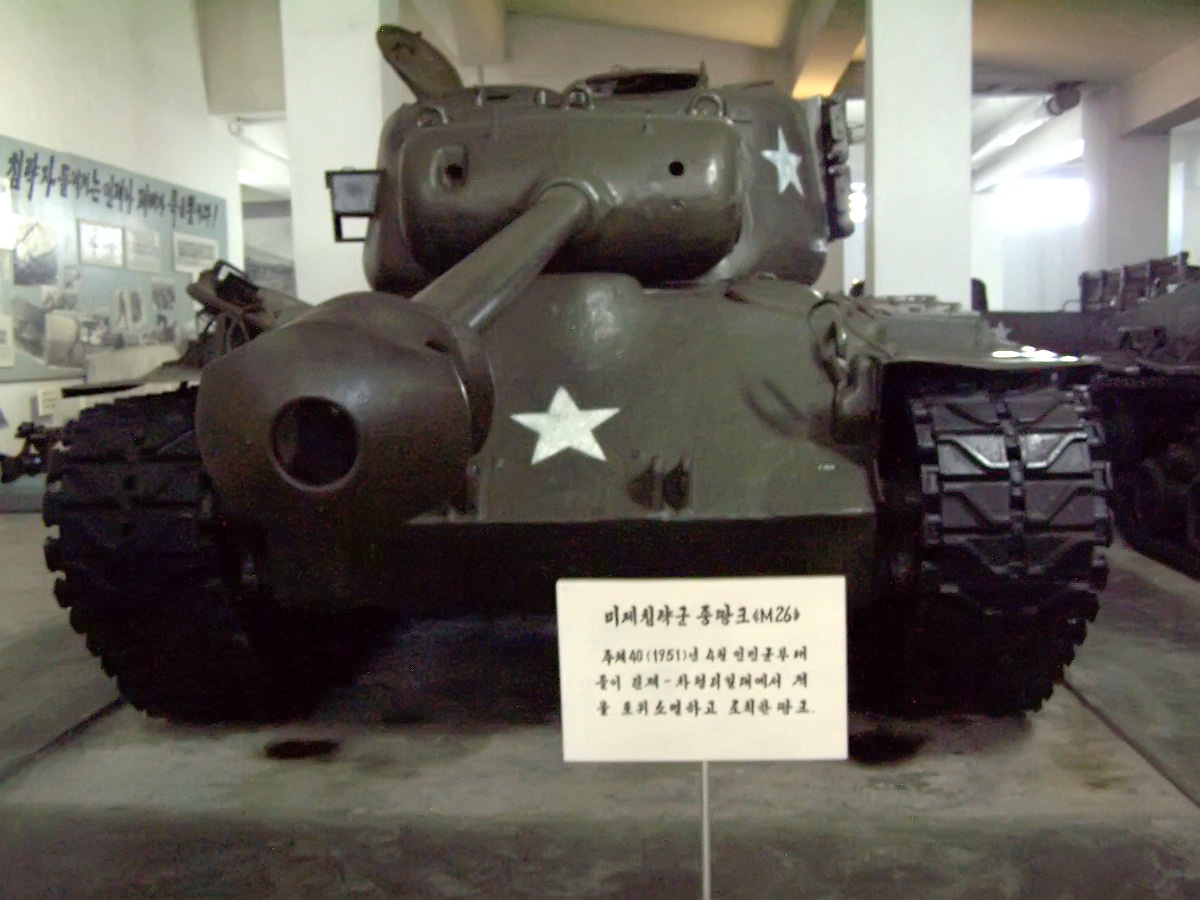
M26 Pershing capturé et exposé dans un musée en Corée du Nord.

Deux M26A1E4 furent assemblés pendant la guerre, l’un d’eux rejoignit le front européen où il fut affecté à la 3 rd Armored Division. Cette version améliorée, appelée quelquefois Super Pershing, était armée de la version T15E1 du canon de 90 mm de 70 calibres. Ce canon possédait une grande vitesse à la bouche : 1 173 m/s) et l'obus qu'il tirait devait percer 220 mm de blindage incliné à 30° à une distance de 900 m et 330 mm de blindage à 90 m. Le 4 avril 1945 un M26A1E4 perce le blindage d'un char Jagdpanther à une distance de 1 400 mètres près de Bad Karlshafen,, provoquant l'explosion du stock de munition du char. Le 12 avril 1945 un Super Pershing détruisit un Panther par un coup sur son flanc. Le 21 avril 1945 près de Dessau, un autre char allemand fut détruit par le Super Pershing par un impact sous le char ; cependant si l'équipage identifie ce dernier véhicule comme étant un Tigre II, il s'agit d'une erreur puisque les divisions allemandes présentes perdirent leurs derniers Tigre II et Tigre avant le 21 avril, le 11 et 15 du même mois. Le char en question serait alors, en réalité, un Panzer IV, selon Steven Zaloga. Cependant, ce fut son unique engagement au combat et, de ce fait, les performances du canon T15E1 ne purent être démontrées entièrement.

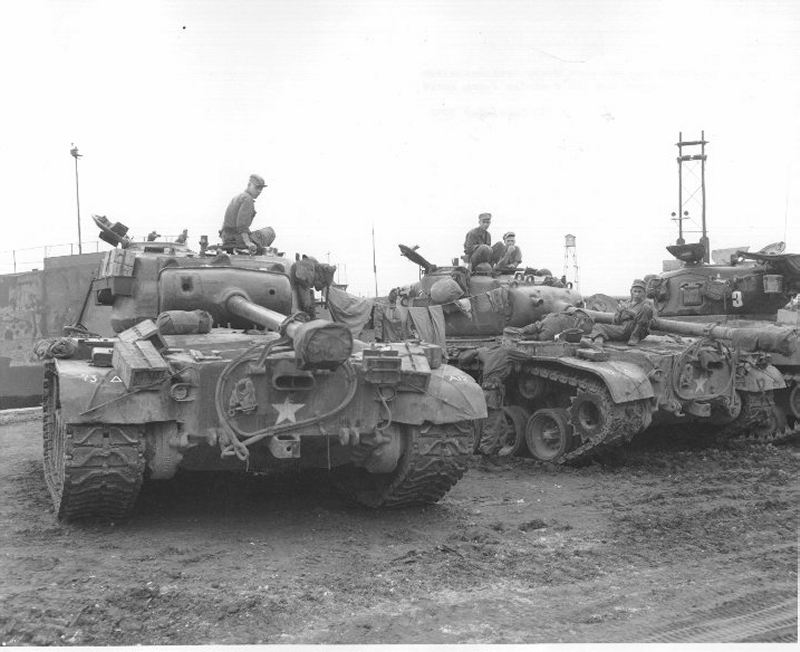
M26 du 73 rd Heavy Tank Battalion aux Docks de Pusan en Corée

Un seul M26 appartenant à la 3e US armored division fut entièrement détruit par un Nashorn de la 2.Kompanie de la Schwere Heeres Panzerjagerabteilung 93, le 6 mars 1945 à Niehl près de Cologne. Toujours à Cologne, a été filmé la destruction d'un Panther par le M26 n°26 de la E Company du 32nd Armored Regiment de la 3rd AD dans une rue adjacente à la cathédrale de Cologne. Le fauve allemand a reçu un coup direct provoquant un incendie et la mort de deux membres d'équipage.

### Guerre de Corée
Un total de 306 M26 servirent au cours de la guerre de Corée dont 252 prirent part au combat entre juillet 1950 et le 21 janvier 1951 mais le nombre de bataillons blindées envoyées fut relativement faible. En effet, d’après l’état major américain, « la Corée n’est pas un lieu adapté au déploiement en masse des chars ». Les rapports officiels de l’US Army mentionnent qu’un certain nombre de M26 furent démontés de leur piédestal du musée de Fort Knox par le 70th Tank Battalion afin d’être envoyés en Corée. Les M26 et M46 furent les seuls chars plus efficaces que les T-34/85 nord-coréens employés sur le terrain. Sur les 119 combats entre chars enregistrés, causant la mise hors de combat de 97 chars ennemis T-34-85 et 18 autres probables, le M26 est impliqué dans 32 % de ceux-ci. Ils détruisirent la moitié des T-34 mis hors de combat par l’US Armored Corps[réf. nécessaire], les Sherman version M4A3E8, avec de nouveaux canons et munitions HVAP s'adjugeant le reste. 156 chars américains seront mis hors service, dont 50 chars complètement détruits ou capturés, dont 6 par des T-34
Avec la diminution marquée des actions de chars à chars après 1950, les défaillances mécaniques du M26 sur le terrain montagneux coréen sont devenues de plus en plus un handicap et tous les M26 ont été retirés de Corée en 1951 et remplacés par des M4A3 Sherman et M46 Patton. Entre le 21 janvier et le 6 octobre 1951, 170 chars tombent en panne ou sont hors de combat.

## Variantes
- M26 (T26E3) : canon de 90 mm modèle M3 avec double frein de bouche.
- M26A1 : équipé de la version M3A1 du canon de 90 mm avec ajout d’un extracteur de fumées et d’un frein de bouche à une seule ouverture.
- M26A1E2 : prototype équipé d’un canon long T15E1/E2 à haute vélocité (1 173 m/s).
- M26E1 : idem précédent mais avec un seul type d’obus.
- T26E4 : "Super Pershing". Armé du canon T15E2. Deux exemplaires envoyés en Allemagne en mars 1945. À leur arrivée, ils sont surblindés avec des plaques (espacées du blindage primaire) de 40 mm sur l'avant de la caisse et de 80 mm sur la partie frontale de la tourelle. Des contrepoids sont ajoutés à l'arrière de la tourelle. Le surpoids atteint alors 5 tonnes[11]
- M26E2 : canon M3A1, nouveau moteur et transmissions améliorées, proche des M47 Patton.
- T26E2 : prototype du futur Heavy Tank M45, un véhicule de soutien rapproché armé d’un obusier de 105 mm et de 75 obus.
- T26E5 : prototype avec blindage augmenté jusqu’à 279 mm.
- M26A2 : conception restée à l’état de schéma. Sur la base d’un T26E3 avec blindage maximum de 150 mm, canon de 105 mm et moteur de 750 ch des M60 et M48 Patton et frein de bouche à 2 entrées.